# George Morrall
George Richard Morrall (Smethwick, 4 ottobre 1905 – Birmingham, 15 novembre 1955) è stato un calciatore inglese, di ruolo difensore.

## Caratteristiche tecniche
Era un difensore centrale.

## Carriera
Dopo aver giocato per diversi anni a livello dilettantistico, nel 1927 viene tesserato dal Birmingham City, club della prima divisione inglese; nei primi anni di permanenza nel club gioca stabilmente da titolare, ma col passare del tempo finisce per perdere il posto in squadra in favore di Tom Fillingham. Nel 1936, quando lascia il club, ha totalizzato comunque 243 presenze e 5 reti in 9 stagioni nella prima divisione inglese (oltre ad aver preso parte alla finale della FA Cup 1930-1931, persa contro il West Bromwich). Dal 1936 al 1939 gioca invece in terza divisione con lo Swindon Town, per un totale di 97 presenze e 5 reti in partite di campionato.